# Манавян, Ваграм

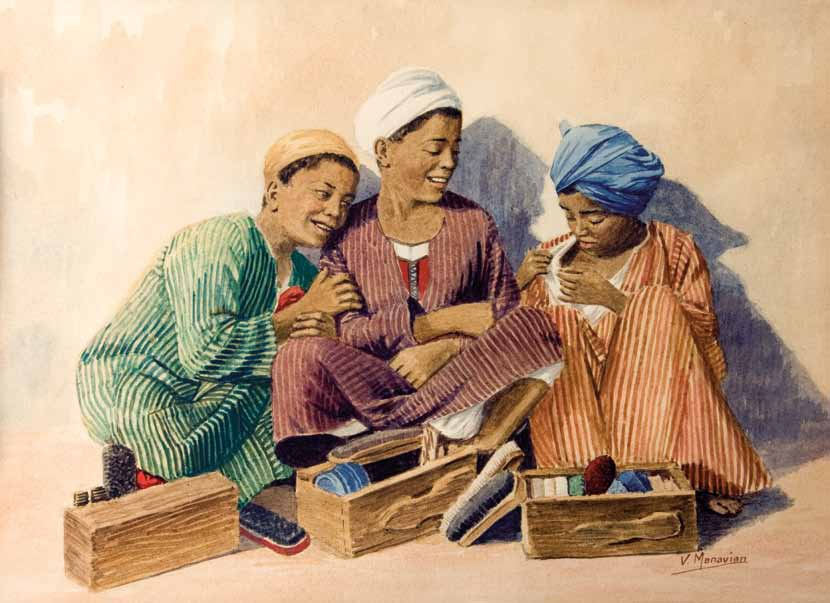
Маленькие чистильщики обуви

Ваграм Манавян (араб. Վահրամ Մանավյան‎; 1880, Константинополь, Османская империя — 1952, Каир, Египет) — турецкий и египетский живописец, карикатурист армянского происхождения.

## Биография
Сын писателя Дикрана Манавяна. Когда Ваграму было около восьми лет, его отец умер, и вместе со старшим братом Арутюном ему пришлось несколько лет жить в приюте. В это время проявилась его склонность к рисованию, и ему было разрешено в течение года учиться у академического художника Симона Агопяна.
Сперва брал уроки живописи у Симона Агопяна, затем окончил Стамбульскую Академию изящных искусств. Из-за конфликта между ним и властями он был изгнан османским правительством на остров Родос, откуда бежал и 
отправился в Париж. Во Франции учился в Академии Жюлиана.
В 1911 году эмигрировал со своей семьей в Египет и поселился в Александрии. Работал учителем рисования, а позже открыл бизнес, был фотографом, одновременно продолжая рисовать. В 1934 году переехал в Каир, где организовал совместную выставку с художником Ервантом Демирджяном. Его вторая выставка состоялась в Музее изящных искусств в 1951 году.
Умер в Каире.
Его картины до сих пор выставляются по всему миру.